# Prasar Bharati
Prasar Bharati (em hindi: प्रसार भारती) é a companhia de radiodifusão pública indiana. É uma empresa autônoma do Ministério da Informação e Radiodifusão da Índia. Sua missão é coordenar as atividades da televisão pública Doordarshan e da rádio governamental All India Radio.
Prasar Bharati (literalmente: radiodifusão indiana) nasceu em 23 de novembro de 1997 depois de vários anos de controvérsias sobre os méritos de dar mais autonomia aos meios de comunicação governamentais. Em 1990, a fim de se beneficiarem de maior espaço de manobra em suas ações, os representantes da televisão pública e do rádio pediram para serem agrupados em uma estrutura autônoma.
Levou sete anos para que este pedido finalmente levasse à promulgação da "Prasar Bharati Act" pelo parlamento indiano em 15 de setembro de 1997, e mais de dois meses para que a empresa fosse efetivamente incorporada.